# Eleição presidencial da Nigéria em 1999
A eleição presidencial nigeriana de 1999 ocorreu em 27 de fevereiro e consistiu na primeira eleição presidencial realizada na Nigéria após a instauração da Quarta República, que derrubou a ditadura militar em vigor desde o golpe militar de 1983.
O candidato Olusegun Obasanjo, líder do então recém-fundado Partido Democrático do Povo (PDP), partido que viria a tornar-se majoritário e a deter a hegemonia da política nigeriana pelas 2 décadas seguintes, sagrou-se vencedor do pleito com uma votação esmagadora, vencendo na capital Abuja e em 25 dos 36 estados do país.

## Resultados eleitorais
| Candidatos                                             | Partidos                                               | Votos válidos | %     |
| ------------------------------------------------------ | ------------------------------------------------------ | ------------- | ----- |
| Olusegun Obasanjo                                      | Partido Democrático do Povo                            | 18 738 154    | 62.78 |
| Olu Falae                                              | Partido de Todos os Povos da Nigéria                   | 11 710 287    | 37.22 |
| Fonte: Comissão Nacional Eleitoral Independente (INEC) | Fonte: Comissão Nacional Eleitoral Independente (INEC) | 30 448 441    | 100.0 |